# Izola
Izola (en italià: Isola) és una ciutat situada al sud-oest d'Eslovènia, a la costa de la mar Adriàtica.
Originalment fou una illa de l'Adriàtic nord (el seu nom prové de l'italià "illa"), fou poblada per primer cop pels romans, que construïren un port a Haliaetum, al sud-oest d'aquesta ciutat.
Durant l'edat mitjana, fou controlada per la República de Venècia.
La seva base econòmica fou greument tocada quan Trieste (Trst en eslovè) esdevingué el port principal de la regió i una plaga sacsejà el territori durant el segle xvi.
Durant l'ocupació francesa de principis del segle xix, les muralles de la ciutat foren enderrocades i utilitzades per emplenar el canal que separava l'illa d'Izola de la terra ferma.